# Megachile futilis
Megachile futilis är en biart som beskrevs av Mitchell 1930. Megachile futilis ingår i släktet tapetserarbin, och familjen buksamlarbin. Inga underarter finns listade i Catalogue of Life.